# Camptoscaphiella sinensis
Camptoscaphiella sinensis är en spindelart som beskrevs av Christa L. Deeleman-Reinhold 1995. Camptoscaphiella sinensis ingår i släktet Camptoscaphiella och familjen dansspindlar. Inga underarter finns listade.